# 奥克·埃里克松
奥克·埃里克松（瑞典語：Åke Ericson，1913年5月16日—1986年11月16日），瑞典男子冰球运动员。他曾代表瑞典国家队参加1936年和1948年冬季奥林匹克运动会冰球比赛，分别获得第五名和第四名。